# Rakhi Garhi
Rakhi Garhi o Rakhigarhi és un jaciment arqueològic de l'Índia al districte d'Hissar a Haryana. És un dels principals jaciments arqueològics de la civilització de l'Indus, només superat per Mohenjo-daro. L'antiga ciutat estava situada a la vora del riu Saraswati, avui dia sec.
Les excavacions són dirigides per Raymond i Bridget Allchin i J. M. Kenyer i cobreixen una àrea de 224 hectàrees, la més gran de l'Índia. S'han excavat tres nivells de la civilització, corresponent als períodes primitiu, madur i final. El lloc té dipòsits d'Hakra (mercaderia típica dels establiments de la primera fase de la civilització de l'Indus) el que portaria l'inici de la civilització a uns 600 anys abans del que es pensava, i segons les proves del carboni 14 a entre 2500 i 3000 anys aC; també s'han trobat diversos objectes de les fases primitiva i madura.